# Lugo (Gerichtsbezirk)
Der Gerichtsbezirk Lugo ist einer der 9 Gerichtsbezirke in der Provinz Lugo.
Der Bezirk umfasst 10 Gemeinden auf einer Fläche von 1.597,12 km² mit dem Hauptquartier in Lugo.

## Gemeinden
| Gemeinde            | Einwohner (2024) | Fläche km² | Dichte Einw./km² | Cod INE | Postleitzahl |
| ------------------- | ---------------- | ---------- | ---------------- | ------- | ------------ |
| Castro de Rei       | 5.041            | 176,97     | 28               | 27010   | 27250        |
| Castroverde         | 2.497            | 174,15     | 14               | 27011   | 27120        |
| O Corgo             | 3.370            | 157,33     | 21               | 27014   | 27163        |
| Friol               | 3.598            | 292,29     | 12               | 27020   | 27220        |
| Guntín              | 2.529            | 154,78     | 16               | 27023   | 27211        |
| Lugo                | 99.482           | 329,78     | 302              | 27028   | 27001–27004  |
| Meira               | 1.756            | 46,55      | 38               | 27029   | 27240        |
| Outeiro de Rei      | 5.358            | 134,20     | 40               | 27039   | 27730        |
| Pol                 | 1.542            | 125,90     | 12               | 27046   | 27270        |
| Rábade              | 1.499            | 5,17       | 290              | 27056   | 27370        |
| Gerichtsbezirk Lugo | 126.672          | 1.597,12   | 79               | –       | –            |